# 岐阜市南部スポーツセンター
岐阜市南部スポーツセンター（ぎふしなんぶスポーツセンター）は、岐阜県岐阜市南鶉5丁目にあるスポーツ施設（体育館）である。

## 概要
1979年（昭和54年）5月開館。
指定管理者制度を導入しており、岐阜南スポーツコミュニティが管理運営する。

## 施設

### 管理棟
1階
- 会議室
- トレーニング室

2階
- 柔道場
- 剣道場

### 競技場
1階
- 競技場

広さは1,224㎡
バスケットボール2面、バレーボール2面、バドミントン8面、卓球14台の使用が可能
2階
- 観覧席（固定席204席）

### 屋外
- グラウンド・ゴルフ場　※ 2020年（令和2年）6月20日開場

## 利用案内
- 住所：岐阜県岐阜市南鶉5丁目86
- 開館時間：9:00〜21:00
- 休館日：月曜日、年末年始（12月29日〜1月3日）

## 交通アクセス
- 岐阜バス：茜部三田洞線「鶉小前」バス停より徒歩で約5分。
  - 名鉄岐阜駅（名鉄岐阜のりば）・岐阜駅（JR岐阜駅バスターミナル）より、【E70】「下佐波」、【E71】「高桑」、【E72】「もえぎの里」、【E76】「カラフルタウン」行きに乗車。

## 周辺施設
- 岐阜県立羽島北高等学校
- 岐阜市立境川中学校
- 岐阜市立鶉小学校
- 岐阜市立柳津小学校
- 岐阜鶉郵便局
- 岐阜市南部市民プール
- 道の駅柳津
- 境川
  - 県道1号岐阜南濃線 鶉大橋